# Vigilio Mario Olmi
Vigilio Mario Olmi (* 14. August 1927 in Coccaglio; † 25. Januar 2019 in Brescia) war ein italienischer Geistlicher und römisch-katholischer Weihbischof in Brescia.

## Leben
Vigilio Mario Olmi empfing am 25. Juni 1950 die Priesterweihe für das Bistum Brescia.
Papst Johannes Paul II. ernannte ihn am 20. März 1986 zum Weihbischof in Brescia und Titularbischof von Gunugus. Der Erzbischof ad personam von Brescia, Bruno Foresti, spendete ihm am 29. Juli desselben Jahres die Bischofsweihe; Mitkonsekratoren waren Luigi Morstabilini, Altbischof von Brescia, und Pietro Gazzoli, Weihbischof in Brescia.
Am 11. Februar 2003 nahm Papst Johannes Paul II. seinen altersbedingten Rücktritt an.